# 李朝义
李朝义（1934年7月28日—2018年8月11日），中国神经生物学家。生于重庆。1956年毕业于中国药科大学。中国科学院神经科学研究所高级研究员。1999年当选为中国科学院院士。